# Batalha de Dara
A Batalha de Dara foi um confronto entre o Império Sassânida e o Império Bizantino que aconteceu no ano de 530 Foi uma das batalhas da Guerra Ibérica.
O Império Bizantino estava em guerra com o Império Sassânida desde 527, supostamente porque Cavades I tentara obrigar os habitantes do Reino da Ibéria a se converter ao zoroastrismo. O rei da Ibéria fugiu de Cavades, mas este tentou negociar a paz com os bizantinos, e que Justiniano I adotasse o seu filho Cosroes I. Justiniano recusou a oferta, e mandou os seus generais Sitas e Belisário para a Pérsia, onde inicialmente foram derrotados. Justiniano tentou negociar, mas Cavades enviou 30 000 homens contra a cidade de Dara em 529. Belisário foi enviado de volta para a região com Hermógenes e 25 000 homens em 530. Cavades replicou com mais 10 000 soldados sob comando de Firuz, que estabeleceu o acampamento a cerca de cinco quilômetros de distância em Amódio.
Apesar de ficar superado em número, Belisário decidiu atacar os persas, que se encontravam fracamente armados. Escavou uma série de valetas na estrada para Dara para bloquear a cavalaria persa, e organizou a maior parte da sua infantaria num único bloco. Nos flancos, situou a cavalaria composta pelos hérulos sob o comando de Faras e Buzes. No flanco esquerdo, também enviou 300 hunos a cavalo com Sunicas e Aigã ao comando, mais outros 600 no direito, sob comando de Símas e Ascano. Ficou uma reserva de cavalaria bizantina dirigida pelo general João na retaguarda do flanco direito. Antes da batalha, estas forças permaneceram ocultas atrás das valetas.
Os persas formaram em duas linhas, um flanco direito sob comando de Pitíaxes, e o flanco esquerdo dirigido por Baresmanas. A primeira onda do ataque persa marchou contra o flanco direito dos hérulos, que a princípio retrocederam, mas por temor às represálias dos seus aliados hunos contra-atacaram e obrigaram os persas a se retirar. Aparentemente, houve depois uma pausa, na qual um soldado persa desafiou os bizantinos a um combate singular, sendo derrotado por um hérulo chamado Andreas. Depois houve um segundo combate após o qual Andreas voltou a vencer, matando a um segundo adversário. Após isto, os persas retiraram-se a Amódio para passar a noite.
No segundo dia de batalha, chegaram de Nísibis (atual Nusaybin) mais 10 000 persas. Os dois bandos trocaram ondas de flechas, com algumas baixas, mas sem grande efetividade. Enquanto isso, Belisário escondeu a sua força de cavalaria atrás da colina à esquerda de Dara. Os persas atacaram a linha bizantina e as tropas do centro começaram a retirar-se, mas acudiram a força oculta de Belisário e o flanco direito dos hunos, e obrigaram os persas a se retirarem. Firuz enviou os "Imortais", as suas tropas de elite, contra a cavalaria bizantina, que foi derrotada. Contudo, Belisário contra-atacou e dividiu as tropas persas em duas partes:  a metade das forças persas perseguia a cavalaria, e a outra metade apanhada, com o que 5 000 homens foram aniquilados, entre os quais estava também Baresmanes. A cavalaria também se recuperou, e obrigou a fuga dos seus perseguidores. Belisário permitiu uma perseguição de algumas milhas, mas deixou escapar a maioria dos sobreviventes persas.

## Consequências da batalha e ataques posteriores
A vitória não durou muito. Após a derrota, o rei lacmida Alamúndaro IV, vassalo dos sassânidas, mandou às suas tropas ajudar o exército sassânida. Com a sua ajuda, Cavades I derrotou Belisário na Batalha de Calínico, que levou os bizantinos a pagarem fortes tributos durante vários anos, em troca de um tratado de paz.
Em 540 e 544, Dara foi atacada novamente pelo Império Sassânida, esta vez sob comando de Cosroes I, que foi incapaz de tomá-la em nenhuma destas tentativas. Cosroes a capturou finalmente em 573 e diz-se que a queda da cidade teria provocado a loucura de Justino II. A mulher de Justino, Sofia, e o seu amigo Tibério II tomaram o controle do império até a sua morte em 578. Enquanto isso, os persas puderam adentrar-se ainda mais no império, mas Cosroes faleceu em 579
O imperador Maurício derrotou os persas em Dara em 586 e recapturou a fortificação, mas os persas voltaram a derrotar os bizantinos em 604, sob o reinado de Cosroes II. Neste caso, os persas destruíram a cidade, mas os bizantinos reconstruíram-na em 628
Em 639, foi capturada pelos árabes, e seguiu em seu poder até 942, quando foi saqueada pelos bizantinos. Foi saqueada novamente pelos bizantinos durante o reinado de João I Tzimisces em 958, mas os bizantinos nunca chegaram a recapturá-la.